# The 100 Greatest Metal Guitarists
The 100 Greatest Metal Guitarists (ang. "Stu najlepszych gitarzystów metalowych") – książka brytyjskiego autora Joela McIvera, wydana w 2009 roku nakładem Jawbone Press
z przedmową Glena Bentona, basisty zespołu Deicide. Zawiera listę 100 najlepszych, zdaniem autora, gitarzystów, w odwrotnej kolejności. Z większością z nich McIver przeprowadził wywiady w latach 2005-2009.
Książka, czternasta w karierze McIvera, wywołała spore zainteresowanie wśród muzyków, którzy zostali w niej wymienieni. Dave Mustaine (pierwsze miejsce), gitarzysta i wokalista thrashmetalowej grupy Megadeth, w wywiadzie dla magazynu Classic Rock napisał:

"Było to bardzo miłe, zwłaszcza kiedy dowiedziałem się, że Joel napisał parę książek o Metallice. Spojrzałem na swoją kopię książki – nie było mnie, ani na przedniej, ani tylnej okładce. Wydawało mi się, że znajdę się gdzieś koło miejsca 69. Przekartkowawszy doszedłem do wniosku, że jest to wszechstronna, solidna książka. [...] Znalazłem się na pierwszym miejscu przed Johnem Petruccim i Kirkiem Hammettem, co uważam za osobisty sukces.

Objaśniając przyczyny powstania książki McIver powiedział serwisowi Blabbermouth.net:

"Pomysł przyszedł mi do głowy parę lat temu, kiedy przeczytałem listę, podobno, 100 najlepszych gitarzystów metalowych w popularnym magazynie gitarowym. Lista zawierała całą masę nie-metalowych gitarzystów jak Neil Young, czy Kurt Cobain. Pomyślałem zatem 'Co do k...y!' i napisałem własną listę, która ostatecznie przekształciła się w książkę o 80 000 słów. Muzycy, których w niej wymieniłem grają metal — nie ma tam nikogo ze świata hard rocka."

## Top 10 gitarzystów
| Nr | Nazwisko         | Kraj              |
| -- | ---------------- | ----------------- |
| 1  | Synyster Gates   | Stany Zjednoczone |
| 2  | John Petrucci    | Stany Zjednoczone |
| 3  | Jeff Waters      | Kanada            |
| 4  | Zakk Wylde       | Stany Zjednoczone |
| 5  | Dimebag Darrell  | Stany Zjednoczone |
| 6  | Tony Iommi       | Wielka Brytania   |
| 7  | Trey Azagthoth   | Stany Zjednoczone |
| 8  | James Hetfield   | Stany Zjednoczone |
| 9  | Mikael Åkerfeldt | Szwecja           |
| 10 | Chuck Schuldiner | Stany Zjednoczone |

W apendyksie McIver zaznaczył, że ze 100 gitarzystów 48 pochodziło z Ameryki, 14 ze Szwecji, 13 z Wielkiej Brytanii, siedmiu z Niemiec, czterech z Norwegii i trzech z Kanady. Z następujących krajów pochodziło po dwóch muzyków – Finlandii, Polski, Brazylii i Danii – zaś po jednym ze Szwajcarii, Francji i Australii. Wszyscy poza Euronymousem, Jessem Pintadą, Chuckiem Schuldinerem oraz Dimebagiem Darrellem żyli w momencie wydania książki.